# Meluco
Meluco è un centro abitato del Mozambico situato nella provincia di Sofala ed è capoluogo dell'omonimo distretto; conta 15.202 abitanti (stima 2012).